# 西田 (鹿児島市)
西田（にしだ）は、鹿児島県鹿児島市の町丁。旧薩摩国鹿児島郡鹿児島城下西田町、鹿児島市西田町。郵便番号は890-0046。人口は5,252人、世帯数は3,149世帯（2020年4月1日現在）。西田一丁目から西田三丁目までがあり、西田二丁目及び西田三丁目の全域で住居表示を実施している。
江戸時代より見える町であり、西田町は下町・上町と共に鹿児島城下を形成していた。西田三町とも称し、町を通る薩摩街道は参勤交代の要路として栄え、西田町の東端にある西田橋は鹿児島城の玄関口となっていた。

## 地理
鹿児島市の中部、甲突川下流域の右岸に位置する。町域の北には鷹師・薬師、南には武、東には中央町・西千石町・平之町・加治屋町、西には常盤に接している。
町域の北部を西田本通り（薩摩街道）が東西に通り、東部を鹿児島県道24号鹿児島東市来線（黄金通り）が南北に通り、西田橋西口交差点で進路を東に変えて西田橋で甲突川を渡る。南東端には鹿児島中央駅（所在地は中央町）が所在しており、町域の東部を鹿児島本線が南北に通る。
商店街は鹿児島中央駅周辺に集積しており、主な商店街としては黄金通り、ゾウさんのはな通り（旧・鹿児島中央駅西口通り）がある。

### 地名の由来
「西田」という地名は、鹿児島城下の西側に位置しており広い田圃が広がっていたことに由来する。

### 河川
- 甲突川

### 地価
住宅地の地価は、2025年（令和7年）3月18日の公示地価によれば、西田2丁目16-29の地点で27万1000円/m2となっている。鹿児島市内で最も地価が高い。

## 歴史

### 近世の西田三町
西田町は江戸時代より見える町であり、薩摩国鹿児島郡鹿児島城下のうちであった。西田町は下町・上町と共に鹿児島城下を形成しており、鹿児島城下のうち甲突川より西側の区域とされた。西田町は上町・中町・下町（東ノ町・中ノ町・西ノ町とも）の三町から構成され、西田三町と呼ばれた。「通昭録巻七」によれば宝暦年間の鹿児島城下の町名として西田三町が見え、「例規雑集」には「西田町、上町・中町・下町」と記載されている。町を通る薩摩街道は参勤交代の要路として栄えた。
西田町の由来について寛政4年（1792年）に西田町を訪れた尊王思想家である高山彦九郎は以下のように「筑紫日記」に風聞を記している。

西田町野町にて今は町也、天和年間忠孝を励ます抔の公儀制札の下りしより初メて町となり、町に年寄を置く
—筑紫日記
西田町は下級武士の居住地となっていた。町の中心部には消防の役割を果たす会所と火見櫓が西田本通りの中間あたりに置かれていた。西田町の人口は享保5年（1720年）の「列朝制度」には547人であったと記されている。天保13年（1842年）頃に行われた甲突川の河川改修では洪水時の城下町の被害を抑えるために西田町側が犠牲となる前提で行われた。
甲突川を跨ぐ「西田橋」は天保年間に作成されたとされる城下絵図である「天保城下絵図」においては板橋であったが、弘化3年（1847年）には肥後の石工である岩永三五郎によって石橋として架け替えられた。西田橋の留石には弘化3年（1847年）9月11日と刻まれている。「鹿児島県地誌」によれば石造長さ27間2尺、幅4間1尺7寸であった。西田橋は鹿児島城の玄関口にあたることから他に建設された石橋の中でも最も重要視されて設計計画された。甲突川に架かる玉江橋・新上橋・高麗橋・武之橋と共に甲突川五石橋と呼ばれた。薩摩藩の地誌である「三国名勝図会」では西田橋について以下のように記載されている。

西田橋　西田村に在り、神月川に跨す欄干橋なり、青銅の擬寶珠に、慶長十七年、壬子六月吉日と鐫銘す、城市接界の所にして、橋東に郭門あり、橋西に市坊あり、西田町と呼ふ、出水の關門より、大道これに達し、都城の門口なれば、自他の往來絡繹として絶へず、（以下略）
—三国名勝図会巻之二
島津重豪の時代には西田町に西田座が設けられ、歌舞伎の公演が行われていた。1872年（明治5年）には県治条例により西田町は鹿児島県庁の直轄地となり、鹿児島府下のうちとなった。1875年（明治8年）には西田町に消防会所が置かれた。1878年（明治11年）の「薩隅日三国大小区郷村町」では江戸時代の西田三町の区域は「東ノ町・中ノ町・西ノ町」として掲載されており、1879年（明治12年）に西田村の一部を編入し、同年11月には西田町と称するようになったとされる。1884年（明治17年）には西田町に連合町村役場が置かれた。

### 市制施行以後

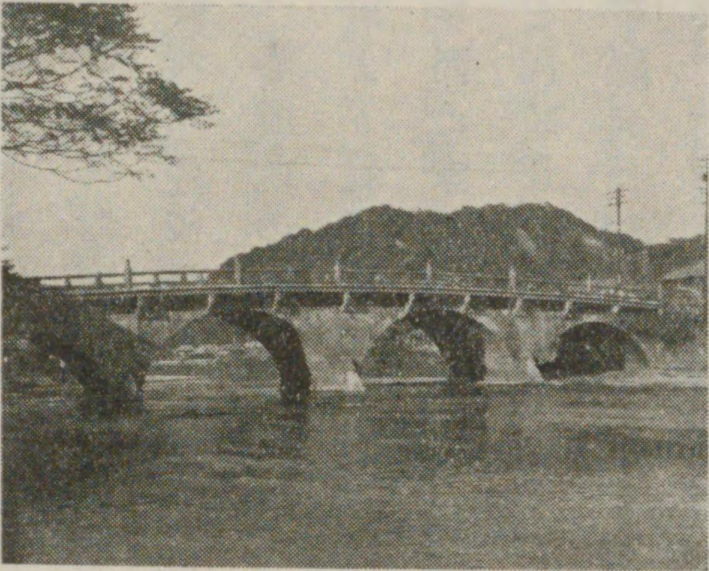
甲突川に架かる石橋時代の西田橋（1943年撮影）

1888年（明治21年）に公布された市制（明治21年法律第1号）に基づき、1889年（明治22年）2月2日に官報に掲載された「 市制施行地」（内務省告示第1号）によって鹿児島が市制施行地に指定された。3月5日には鹿児島県令第26号によって鹿児島郡のうち50町村が市制による鹿児島市の区域と定められ、4月1日に市制が施行されたのに伴い、鹿児島郡50町村（山下町、平之馬場町、新照院通町、長田町、冷水通町、上竜尾町、下竜尾町、池之上町、鼓川町、稲荷馬場町、清水馬場町、春日小路町、車町、恵美須町、小川町、和泉屋町、浜町、向江町、栄町、柳町、易居町、中町、金生町、東千石馬場町、西千石馬場町、汐見町、泉町、築町、生産町、六日町、新町、松原通町、船津町、呉服町、大黒町、堀江町、住吉町、新屋敷通町、加治屋町、山之口馬場町、樋之口通町、薬師馬場町、鷹師馬場町、西田町、上之園通町、高麗町、下荒田町、荒田村、西田村、塩屋村）の区域より鹿児島市が成立した。それまでの西田町は鹿児島市の町「西田町」となった。同年11月13日には市制に基づく区会が設置され薬師馬場町・鷹師馬場町・西田町・大字西田の3町1字の区域より区が置かれた。
1907年（明治40年）6月29日には豪雨が発生し、甲突川が氾濫したことにより西田町方面で家屋が浸水する被害があった。また1911年（明治44年）6月22日にも豪雨による家屋浸水の被害を受け、同年9月21日の台風でも家屋浸水の被害を受けた。1911年（明治44年）には大字西田のうち高崎、地貫、八ツ枝、七ツ枝が西田町に編入され、大字西田の残余部は常盤町となった。1953年（昭和28年）9月7日には甲突川に架かる西田橋が鹿児島県指定の有形文化財となった。
1962年（昭和37年）に住居表示に関する法律が施行されたのに伴い、鹿児島市は鹿児島市街地域の住居表示に着手した。西鹿児島駅前一帯（中洲工区）において町界町名の変更が実施されることとなり、1970年（昭和45年）に鹿児島市上荒田町、上之園町、武町（現在の武）、西田町の各一部より中央町、西田町の一部より「西田一丁目」が設置された。
1975年（昭和50年）6月27日には武・西田地区において住居表示が実施されることとなった。それに伴う町域再編により、武町・西田町の各一部より「西田二丁目」、武町・常盤町・西田町の各一部より「西田三丁目」が設置された。1976年（昭和51年）7月5日に城西地区において住居表示が実施されることとなった。住居表示の実施に伴い町域の再編が実施され、薬師町、常盤町、西田町の一部より薬師二丁目が設置された。1980年（昭和55年）7月28日には、武・田上地区において住居表示が実施されることとなり、西田町の全域及び常盤町・武町の一部が西田三丁目に編入された。この町域の再編に伴い西田町は消滅した。
1993年（平成5年）8月6日には鹿児島県の各地で被害を及ぼした平成5年8月豪雨の影響により甲突川が氾濫し、甲突川に架かる甲突川五石橋のうち高麗橋・新上橋が崩落し流失した。これに伴い甲突川は河川激甚災害特別緊急事業により河川改修が行われ、石橋であった西田橋についても撤去・移設されることとなり、鹿児島県指定文化財であった西田橋については現地保存を訴える市民運動が起こったが、1994年（平成6年）12月5日に鹿児島県教育委員会は県指定文化財である西田橋の移設を許可した。1996年（平成8年）2月に解体が開始され、浜町の石橋記念公園に移設復元された。

### 町域の変遷
| 変更後             | 変更年             | 変更前                                   |
| ------------------ | ------------------ | ---------------------------------------- |
| 西田町（編入）     | 1911年（明治44年） | 大字西田（字高崎、地貫、八ツ枝、七ツ枝） |
| 中央町（新設）     | 1970年（昭和45年） | 上荒田町（一部）                         |
| 中央町（新設）     | 1970年（昭和45年） | 上之園町（一部）                         |
| 中央町（新設）     | 1970年（昭和45年） | 武町（一部）                             |
| 中央町（新設）     | 1970年（昭和45年） | 西田町（一部）                           |
| 西田一丁目（新設） | 1970年（昭和45年） | 西田町（一部）                           |
| 西田二丁目（新設） | 1975年（昭和50年） | 武町（一部）                             |
| 西田二丁目（新設） | 1975年（昭和50年） | 西田町（一部）                           |
| 西田三丁目（新設） | 1975年（昭和50年） | 武町（一部）                             |
| 西田三丁目（新設） | 1975年（昭和50年） | 西田町（一部）                           |
| 西田三丁目（新設） | 1975年（昭和50年） | 常盤町（一部）                           |
| 薬師二丁目（新設） | 1976年（昭和51年） | 薬師町（一部）                           |
| 薬師二丁目（新設） | 1976年（昭和51年） | 常盤町（一部）                           |
| 薬師二丁目（新設） | 1976年（昭和51年） | 西田町（一部）                           |
| 西田三丁目（編入） | 1980年（昭和55年） | 西田町（全域）                           |
| 西田三丁目（編入） | 1980年（昭和55年） | 常盤町（一部）                           |
| 西田三丁目（編入） | 1980年（昭和55年） | 武町（一部）                             |

## 人口

### 国勢調査
以下の表は国勢調査による小地域集計が開始された1995年以降の人口の推移である。
| 年                 | 人口  |
| ------------------ | ----- |
| 1995年（平成7年）  | 5,063 |
| 2000年（平成12年） | 4,683 |
| 2005年（平成17年） | 5,131 |
| 2010年（平成22年） | 5,439 |
| 2015年（平成27年） | 5,500 |

### 町丁別
|            | 世帯数 | 人口  |
| ---------- | ------ | ----- |
| 西田一丁目 | 715    | 1,239 |
| 西田二丁目 | 1,415  | 2,223 |
| 西田三丁目 | 1,019  | 1,790 |
| 計         | 3,149  | 5,252 |

## 施設

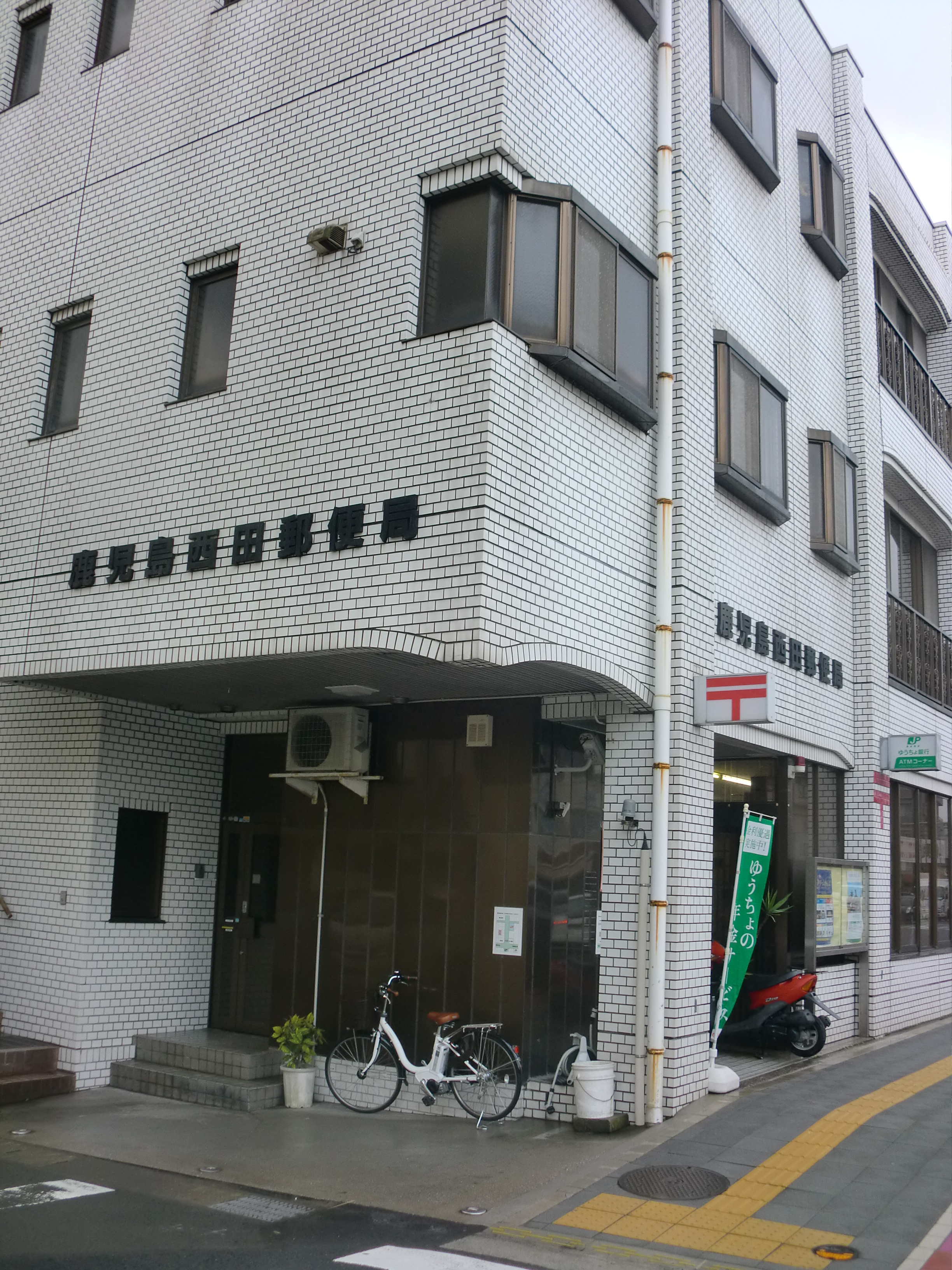
鹿児島西田郵便局

### 公共
- 鹿児島市営黒田踏切自転車等駐車場[54]
- 西田公園
- 笑岳寺公園

### 教育
- 北九州予備校鹿児島校[55]

### 郵便局
- 鹿児島西田郵便局[56]

### 寺社
- 西本願寺鹿児島別院西田出張所[57]

## 教育

### 小・中学校の学区
市立小・中学校に通う場合、学区（校区）は以下の通りとなる。
| 町丁       | 番・番地 | 小学校               | 中学校               |
| ---------- | -------- | -------------------- | -------------------- |
| 西田一丁目 | 全域     | 鹿児島市立西田小学校 | 鹿児島市立城西中学校 |
| 西田二丁目 | 全域     | 鹿児島市立西田小学校 | 鹿児島市立城西中学校 |
| 西田三丁目 | 全域     | 鹿児島市立西田小学校 | 鹿児島市立城西中学校 |

## 交通

### 道路
主要地方道
- 鹿児島県道24号鹿児島東市来線

### 鉄道
- 九州旅客鉄道鹿児島本線（最寄り駅は鹿児島中央駅）

### 路線バス
- 鹿児島交通
  - (12)天保山線∶ - 西田橋 - 西田中ノ丁 - 西田本通 -
- 南国交通
  - (N32)清水・常盤線： - 西田橋 - 西田中ノ丁 - 西田本通 - 西田小学校前 -
  - (N39)武岡・鴨池港線： - 西田橋 - 西田中ノ丁 - 西田本通 -
  - (N46-2)明和線： - 西田橋 -

## 著名な関係者

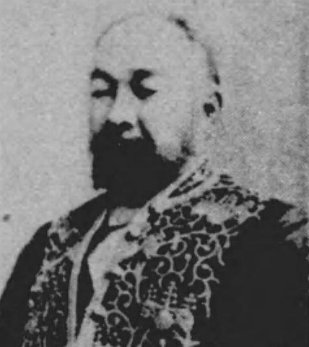
篠崎五郎

### 出身
- 篠崎五郎（官僚、新潟県知事・島根県知事・愛媛県知事）[59]
- 大山綱昌（官僚、貴族院議員、佐賀県知事・山梨県知事・長野県知事・岡山県知事）[60]
- 山口武彦（実業家、日本酸素・日本精工創設者）[61]

### 居住
- 大山後角右衛門（剣術家）[62]